# Martin Gray
Martin Gray, pseudónimo de Mieczysław Grajewski (Varsovia, 27 de abril de 1922-Ciney, Bélgica, 25 de abril de 2016), fue un escritor judío franco-estadounidense de origen polaco, superviviente del Holocausto.

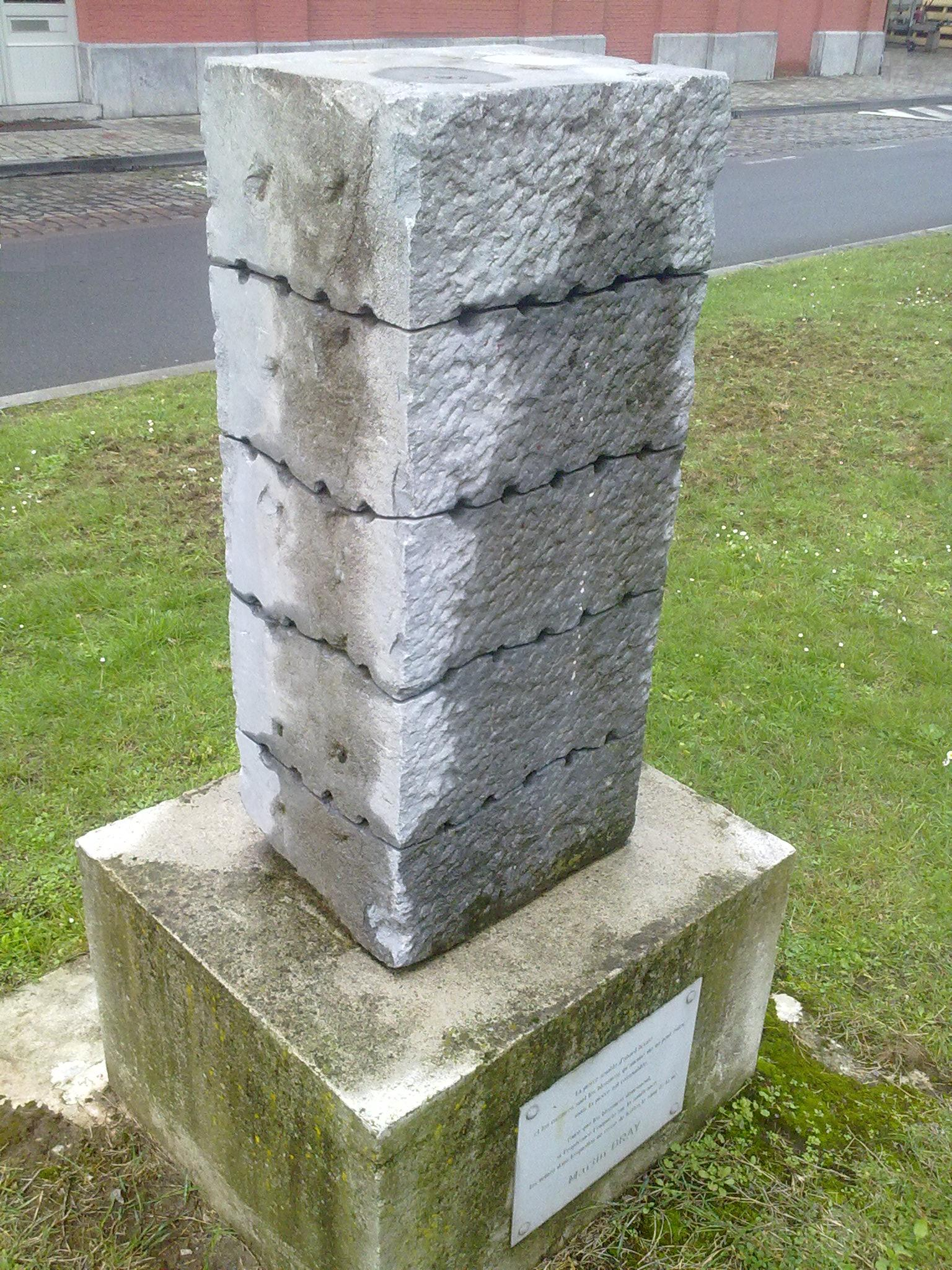
"Haz que las heridas, si la esperanza vence sobre los sufrimientos, se conviertan en venas en que fluya la sangre de la vida." (Martin Gray) Monumento erigido cerca del que fue domicilio de Martin Gray en Bruselas (Bélgica) en el barrio de Uccle.

En 1946 Gray emigró a los Estados Unidos, donde vivía su abuela. En los siguientes años se dedicó al comercio de artesanía en Estados Unidos, Canadá y Cuba.
Se estableció en el sur de Francia en 1960, y en 2001 se trasladó a Bélgica, donde falleció en 2016.

## Libros
Su primer libro, traducido al español como En nombre de todos los míos, se convirtió en un superventas y le seguirían otros once títulos, todos ellos, aparecidos originalmente en francés, tienen en principio un planteamiento autobiográfico
En nombre de todos los míos abarca el periodo: 1922 (nacimiento) - 1970, En él narra su experiencia siendo joven, como judío, en el gueto de Varsovia durante la ocupación, la experiencia en un campo de exterminio, la posterior fuga y su vida después de la guerra, hasta cuando perdió a su mujer y sus cuatro hijos en un incendio forestal. 
Su segunda obra en esta línea, cuyo título original fue La vie renaitra de la nuit (inglés Life arises out of night) cubre el periodo 1970 – 1977, el año en que Gray conoció a su segunda mujer, Virginia. Aquí Gray se describe como alguien en búsqueda desesperada de una forma de vivir tras el desastre familiar de 1970. 
En 1979 el fotógrafo estadounidense David Douglas Duncan escribió un libro sobre Gray: The fragile miracle of Martin Gray.

## Falsos testimonios del Holocausto
La historiadora del Holocausto Gitta Sereny ha descalificado libro de Gray por ser una falsificación en un artículo de 1979 en el New Statesman, escribiendo que su libro fue la obra de Max Gallo el escritor "negro", que también produjo Papillon. Durante la investigación para Sunday Times en el trabajo de Gray, M. Gallo me informó fríamente que "es necesario" un largo capítulo en Treblinka, porque el libro requiere algo fuerte para tirar de los lectores. Cuando le dije a Gray, el "autor", que nunca había estado en Treblinka, ni se había escapado de Treblinka, finalmente él le preguntó con desesperación: "¿Pero qué importa? Lo que importa es que Treblinka pasó y se debe escribir sobre ello. Además algunos judíos deben mostrarse siendo héroes."
El diario polaco Nowiny Rzeszowskie publicó el 2 de agosto de 1990 una entrevista con el capitán Wacław Kopisto, miembro de la unidad táctica Cichociemni que participó en el asalto a la prisión alemana nazi en Pinsk el 18 de enero de 1943. Kopisto le mostró la fotografía de guerra de Martin Gray (aka Mieczysław Grajewski) y dijo que nunca antes vio a esta persona en su vida. Sin embargo, el propio Gray describió su supuesta participación en la misma redada en su libro En nombre de todos los míos. Kopisto declaró, al ser consultado sobre cualquier persona judía en su unidad en alusión a Gray, que entre los dieciséis soldados polacos en su grupo de participación había de hecho un judío polaco de nombre Zygmunt Sulima, su amigo y colega de largo tiempo después de la guerra. Ningún hombre como el de la fotografía de Gray perteneció nunca a su unidad; Kopisto dijo: «Por primera vez en mi vida vi a Martin Gray en una foto de 1945, que fue publicada en marzo de 1990 en la revista Przekrój (...) Ahí había solo dieciséis de nosotros participando en la incursión de 1943 en Pinsk, y él no estaba entre nosotros».